# Mary Willis Walker
Mary Willis Walker (Fox Point, 24 maggio 1942 – 4 novembre 2023) è stata una scrittrice statunitense di romanzi gialli.

## Biografia
Nata a Fox Point, Wisconsin, nel 1942, visse e lavorò a Austin, nel Texas.
Laureata nel 1964 in letteratura inglese all'Università Duke, si è sposata nel 1967 con Lee Walker dal quale ha avuto due figli prima di separarsi nel 1993.
Ha esordito nella narrativa gialla nel 1991 con il romanzo Zero at the Bone al quale ha fatto seguito la trilogia di Molly Cates scritta tra il 1994 e il 1998. Con queste 4 opere si è conquistata il plauso della critica, aggiudicandosi la maggior parte dei riconoscimenti del settore compreso il prestigioso Premio Edgar nel 1995 con Rime di sangue.

## Opere principali

### Serie Molly Cates
- Rime di sangue (The Red Scream, 1994), Bresso, Hobby & Work, 2005 traduzione di Fabio D'Italia ISBN 88-7851-078-5.
- Under the Beetle's Cellar (1995)
- All the Dead Lie Down (1998)

### Altri romanzi
- Zero at the Bone (1991)

### Antologie
- Fathers and Daughters di AA. VV. (1999)

## Alcuni riconoscimenti
- Premio Agatha per il miglior romanzo d'esordio: 1992 vincitrice con Zero at the Bone
- Premio Edgar per il miglior romanzo: 1995 vincitrice con Rime di sangue
- Premio Macavity per il miglior romanzo: 1996 vincitrice con Under the Beetle's Cellar
- Anthony Award: 1996 vincitrice con Under the Beetle's Cellar
- Hammett Prize: 1996 vincitrice con Under the Beetle's Cellar
- Martin Beck Award: 1998 vincitrice con Under the Beetle's Cellar